# He Who Gets Slapped
 He who gets slapped és una pel·lícula muda estatunidenca dirigida per Victor Sjöström el 1924, protagonitzada per Lon Chaney, Norma Shearer, i John Gilbert. va ser dirigida per Victor Sjöström. La pel·lícula es basa en l'obra rusa Тот, кто получает пощёчины ("He Who Gets Slapped", transliterada Glop, kto poluchayet poshchechini) per dramaturg Leonid Andréiev, que va ser publicada el 1914 i en anglès, com He Who Gets Slapped, el 1922. L'original rus es convertia en una pel·lícula russa el 1916.

## Argument
El científic Paul Beaumont és a el punt de fer un discurs davant els seus companys de l'Acadèmia, per tal de fer públiques les seves recerques sobre l'origen de l'home, portades a terme amb el suport de la seva dona Maria i el mecenatge del baró Regnard. Però aquest li roba les seves notes i acapara davant l'Acadèmia el mèrit del descobriment, gràcies a Maria, en realitat la seva amant i còmplice. Adonant-se, i públicament humiliat, Beaumont escull desaparèixer. Refà la seva vida en un circ, on és, sota el motiu d'"He", un pallasso rebent cada vespre, davant d'un company rialler, moltes bufetades. Un dels seus col·legues del circ, el genet Bezano, està enamorat de la seva nova companya, Consuelo, filla del comte Mancini. Aquest últim voldria casar-la amb un amic, que resulta ser el baró Regnard…

## Repartiment
- Lon Chaney: Paul Beaumont / HE
- Norma Shearer: Consuelo
- John Gilbert: Bezano
- Tully Marshall: El comte Mancini
- Marc McDermott: El baró Regnard
- Ford Sterling: Tricaud
- Harvey Clark (als crèdits Harvey Clarke): ''Briquet
- Paulette Duvall: Zinida
- Ruth King: Maria Beaumont
- Clyde Cook, Brandon Hurst, George Davis: pallassos

I, entre els actors que no surten als crèdits:
- Edward Arnold: (paper indeterminat)
- Béla Lugosi: Un pallasso

## Al voltant de la pel·lícula
El 2017, el National Film Registry de la Biblioteca del Congrés dels Estats Units la va seleccionar per a la seva preservació degut al seu interès cultural, històric o estètic. La pel·lícula és significativa per moltes raons, sobretot perquè era la primera producció rodada en el nou format Metro-Goldwyn-Mayer. No era, tanmateix, la primera pel·lícula llançada per la MGM, ja que l'estrena es va ajornar fins al Nadal quan s'esperava una assistència més alta. La pel·lícula va ser altament rendible per la nova MGM. Aquesta pel·lícula va ser també la primera a presentar el lleó com la mascota de la MGM. Leo el lleó primer havia aparegut com a logo per la Corporació Goldwyn Pictures el 1917, i el logo va passar a MGM quan les companyies es van fusionar.
La pel·lícula va ser important en les carreres de Chaney, Shearer, Gilbert, i Sjöström. Algunes fonts afirmen que Béla Lugosi va fer un paper de pallasso, que no surt als crèdits, encara que això es basa només en la semblança de l'actor amb Lugosi.